# Barrios bajos
Barrios bajos és una pel·lícula catalana dirigida per Pedro Puche. Fou estrenada a Barcelona el 1937 durant la Guerra Civil. Es tracta d'un dels títols destacats del cinema que es feia durant la Segona República, que prefigurava el cinema neorealista.
Estava basada en l'obra de teatre homònima de Lluís Elias, prèviament representada per la companya Vila-Daví al Teatre Espanyol de Barcelona. Es rodà en dos mesos, en interiors reconstruïts en estudi i uns quants exteriors de la ciutat, per on desfilen edificis emblemàtics del passeig de Gràcia, la rambla de Catalunya, el moll de la Fusta, la casa de l'Ardiaca i el port.
Encara que en el seu moment fou un fracàs tant de crítica com de públic, es considera la millor pel·lícula de Pedro Puche. Rodada als estudis Orphea de Barcelona i produïda pel Sindicato de la Industria del Espectáculo (S.I.E. Films), sindicat anarquista que es dedicava a tota mena de cinema de caràcter anarquista, és un melodrama ambientat al barri xino de Barcelona amb una clara influència del realisme poètic francès de l'època. Barrios bajos no era cinema social, només un melodrama.
El film es va projectar a les pantalles de Madrid durant 20 setmanes, comparable a les pel·lícules estatunidenques més taquilleres durant la guerra.

## Estil
Tot i que la pel·lícula té molts decorats, el bar, el moll de nit, la casa del Floreal, és significatiu el fet que algunes seqüències estiguin rodades en localitzacions, fora la casa del marquès, els molls de dia, la font al carrer, i aquest element juntament amb el clar tema social de la pel·lícula, fa entrar la pel·lícula en un estil pre-neorealista anys abans (1937) que pel·lícules declarades neorealistes com Roma, ciutat oberta (1945) es materialitzessin.
Però la pel·lícula té també un pla al principi de clara inspiració expressionista: el marit, fugint de l'escenari del crim es troba ofegat per la situació, això es mostra mitjançant un primer pla ampli d'ell, clarament abatut on s'afluixa la corbata, amb una sobreexposició dels carrers de la ciutat girant obliquament en torn seu: la ciutat l'envolta opressivament.

## Observacions
La pel·lícula fou projectada per primera vegada al cine Avenida de Barcelona el 22 de maig de 1937 en sessió privada per a la premsa i els artistes i personal tècnic que hi intervingueren. Tres dies després fou estrenada a Barcelona, als cinemes Coliseum, Fémina i Francisco Ferrer.
En el fitxer particular d'Antonio Barbero hi ha una fitxa original de SUEP d'aquesta pel·lícula, en la qual consta gairebé la totalitat dels actors i tècnics que van intervenir al film, així com la data de l'estrena a Madrid (19 de juliol de 1937).